# Matt Lindland
Matthew James „Matt” Lindland (ur. 17 maja 1970) − amerykański zapaśnik i zawodnik mieszanych sztuk walki (MMA). Srebrny medalista igrzysk olimpijskich (Sydney 2000) w wadze 76 kg oraz wicemistrz świata w wadze 85 kg (Sofia 2001) w zapasach w stylu klasycznym. Złoto na Igrzyskach Panamerykańskich w 1999 roku. Trzykrotnie najlepszy na Mistrzostwach Panamerykańskich. Pierwsze miejsce w Pucharze Świata w 1996, drugie w 1995.

## Zapasy
Mistrzostwa NJCAA:
- 1991 − 1. miejsce w wadze 158 lb

Uniwersyteckie mistrzostwa USA w stylu wolnym:
- 1992 − 1. miejsce w wadze 163 lb
- 1994 − 1. miejsce w wadze 163 lb

Mistrzostwa USA w stylu klasycznym:
- 1995 − 1. miejsce w wadze 163 lb
- 1998 − 1. miejsce w wadze 167,5 lb
- 1999 − 1. miejsce w wadze 167,5 lb
- 2000 − 1. miejsce w wadze 167,5 lb
- 2001 − 1. miejsce w wadze 187,2 lb

## Mieszane sztuki walki
W mieszanych sztukach walki rywalizuje od 1997 roku. W latach 2000–2005 występował w UFC. 10 maja 2002 roku walczył z Brazylijczykiem Murilo Bustamante o mistrzostwo UFC w wadze średniej (84 kg). Przegrał przez duszenie gilotynowe w 3. rundzie. Po odejściu z tej organizacji walczył m.in. dla IFL, Affliction i Strikeforce. W 2007 roku stoczył w Petersburgu jednorazowy pojedynek w wadze ciężkiej z Fiodorem Jemieljanienką, który przegrał przez poddanie w 1. rundzie.
21 maja 2011 roku walczył w Polsce na gali KSW XVI przeciwko czołowemu polskiemu zawodnikowi, Mamedowi Chalidowowi. Przegrał z nim przez duszenie gilotynowe w 1. rundzie.